# Decachorda
Decachorda is een geslacht van vlinders van de familie nachtpauwogen (Saturniidae), uit de onderfamilie Saturniinae.

## Soorten
- D. aspersa Bouvier, 1927
- D. aurivilii Bouvier, 1930
- D. auruvillii Bouvier, 1930
- D. bouovieri Hering, 1930
- D. bouvieri Hering, 1929
- D. congolana Bouvier, 1930
- D. conspersa Hampson, ????
- D. fletcheri Rougeot, 1970
- D. fulvia (Druce, 1886)
- D. inspersa Hampson, 1910
- D. mombasana Stoneham, 1962
- D. pomona Weymer, 1892
- D. rosea Aurivillius, 1898
- D. seydeli Rougeot, 1970
- D. talboti Bouvier, 1930